# Vicente de los Ríos
Vicente Gutiérrez de los Ríos y Gálvez  (Córdoba, 7 de febrero de 1732 - Madrid, 2 de junio de 1779), fue el III marqués de las Escalonias, militar y cervantista español.

## Biografía
Hijo natural de Francisco José Gutiérrez de los Ríos Cárdenas y Cabrera, II marqués de las Escalonias, y de Teresa Juana de Gálvez e Iranzo, ambos viudos y vecinos de Córdoba, fue bautizado el 8 de febrero de 1732 en la iglesia de San Pablo de Córdoba, junto a su hermana gemela María Josefa. Sus padres legalizaron su matrimonio en 1736. Al nacer llevó por nombre el de Diego Francisco, pero en su confirmación, allá por 1740, el obispo Pedro Salazar le añadió el de Vicente.
Ingresó en el regimiento de dragones de Villaviciosa el 30 de agosto de 1757; en 1760 fue nombrado subteniente del cuerpo de artillería, donde continuó hasta ser capitán con el grado de teniente coronel, participando en el sitio y toma de  Almeida (1762) durante la guerra con Portugal; fue profesor de artillería en el Real Colegio de Artillería de Segovia y escribió algunas obras técnicas sobre esta materia. Miembro de la Real Academia de la Historia y de la Real Academia Española en Madrid y de la de Buenas Letras de Sevilla, y socio de la Real Sociedad Económica Matritense. Y fue nombrado caballero de la Orden de Santiago el 20 de febrero de 1779.
Emprendió investigaciones biográficas sobre Miguel de Cervantes y consiguió hallar los documentos de su rescate de Argel, con lo que logró confirmar el nacimiento de Miguel de Cervantes en Alcalá de Henares. La Real Academia Española le encargó supervisar la mayor parte de su edición del Don Quijote de la Mancha de 1780, y a su frente puso su Elogio histórico con un análisis y juicio crítico. También supervisó la confección del mapa de La Mancha que va incluido en dicha edición y se encargó de editar y anotar las obras del poeta barroco Esteban Manuel de Villegas (Madrid: Sancha, 1774).
Su pretensión de que el Quijote era un poema épico fue muy criticada por José Marchena en sus Lecciones de filosofía moral y elocuencia (1820), usando las tesis del padre José Francisco de Isla para diferenciar entre épica e historia. Luis Vidart Schuch escribió su biobibliografía en Vida y escritos de don Vicente de los Ríos , Madrid: Imprenta del Cuerpo de Artillería, 1889.

## Obras
- Discurso sobre los ilustres autores é inventores de artillería que han florecido en España desde los Reyes católicos hasta el présente. Madrid: Joaquín Ibarra, 1767.
- Discurso para la apertura de la escuela de táctica de artillería, dicho en el real colegio militar de Segovia. Madrid: Ibarra, 1773.
- Instrucción militar cristiana, traducida del francés para uso de los caballeros cadetes del real colegio militar de Segovia, Madrid: Ibarra, 1774.
- Vida de Miguel de Cervantes Saavedra, leída a la Academia de la Lengua en 1773, impresa en la edición académica del Quijote de 1780.
- Memorias de la vida y escritos de D. Esteban Manuel de Villegas
- Análisis del Quijote, leída a la Academia de la Lengua en 1776, impresa en la edición académica del Quijote de 1780.